# Hyphydrus jaechi
Hyphydrus jaechi is een keversoort uit de familie waterroofkevers (Dytiscidae). De wetenschappelijke naam van de soort is voor het eerst geldig gepubliceerd in 1989 door Wewalka & Biström.